# Lista de episódios de Once
Esta é a lista de episódios de O11CE, série de televisão argentina que estreou no Disney Channel e no Disney XD em 2017.

## Resumo
| Temporada | Temporada | Episódios | Episódios | Exibição na América Latina | Exibição na América Latina | Exibição no Brasil    | Exibição no Brasil     | Exibição em Portugal    | Exibição em Portugal    |
| Temporada | Temporada | Episódios | Episódios | Estreia                    | Final                      | Estreia               | Final                  | Estreia                 | Final                   |
| --------- | --------- | --------- | --------- | -------------------------- | -------------------------- | --------------------- | ---------------------- | ----------------------- | ----------------------- |
|           | 1         | 80        | 40        | 13 de março de 2017        | 5 de maio de 2017          | 13 de março de 2017   | 5 de maio de 2017      | 4 de junho de 2018      | 27 de julho de 2018     |
|           | 1         | 80        | 40        | 3 de julho de 2017         | 25 de agosto de 2017       | 3 de julho de 2017    | 25 de agosto de 2017   | 24 de setembro de 2018  | 16 de novembro de 2018  |
|           | 2         | 80        | 40        | 30 de abril de 2018        | 22 de junho de 2018        | 30 de abril de 2018   | 22 de junho de 2018    | 8 de abril de 2019      | 31 de maio de 2019      |
|           | 2         | 80        | 40        | 20 de agosto de 2018       | 12 de outubro de 2018      | 20 de agosto de 2018  | 12 de outubro de 2018  | 12 de agosto de 2019    | 17 de outubro de 2019   |
|           | 3         | 60        | 20        | 15 de julho de 2019        | 9 de agosto de 2019        | 15 de julho de 2019   | 9 de agosto de 2019    | 20 de janeiro de 2020   | 20 de fevereiro de 2020 |
|           | 3         | 60        | 20        | 9 de setembro de 2019      | 4 de outubro de 2019       | 9 de setembro de 2019 | 4 de outubro de 2019   | 24 de fevereiro de 2020 | 26 de março de 2020     |
|           | 3         | 60        | 20        | 4 de novembro de 2019      | 29 de novembro de 2019     | 4 de novembro de 2019 | 29 de novembro de 2019 | 30 de março de 2020     | 6 de janeiro de 2021    |

### Temporada 1 (2017)
| Série #                            | Temp. # | Título                                   | Estreia América Latina | Estreia Brasil       | Estreia Portugal                                 |
| 1ª Parte: Deixe Rolar esta Paixão! |         |                                          |                        |                      |                                                  |
| ---------------------------------- | ------- | ---------------------------------------- | ---------------------- | -------------------- | ------------------------------------------------ |
| 1                                  | 1       | "A Proposal, A Passion"                  | 13 de março de 2017    | 13 de março de 2017  | 4 de junho de 2018Antestreia: 1 de junho de 2018 |
| 2                                  | 2       | "A Bad Welcome, A Passion"               | 14 de março de 2017    | 14 de março de 2017  | 5 de junho de 2018                               |
| 3                                  | 3       | "A New Team, A Passion"                  | 15 de março de 2017    | 15 de março de 2017  | 6 de junho de 2018                               |
| 4                                  | 4       | "A Poor Performance, A Passion (1)"      | 16 de março de 2017    | 16 de março de 2017  | 7 de junho de 2018                               |
| 5                                  | 5       | "A Poor Performance, A Passion (2)"      | 17 de março de 2017    | 17 de março de 2017  | 8 de junho de 2018                               |
| 6                                  | 6       | "An Exam, A Passion"                     | 20 de março de 2017    | 20 de março de 2017  | 11 de junho de 2018                              |
| 7                                  | 7       | "I Don’t Want To Be Captain!, A Passion" | 21 de março de 2017    | 21 de março de 2017  | 12 de junho de 2018                              |
| 8                                  | 8       | "Extra Training, A Passion"              | 22 de março de 2017    | 22 de março de 2017  | 13 de junho de 2018                              |
| 9                                  | 9       | "Exam Grade, A Passion"                  | 23 de março de 2017    | 23 de março de 2017  | 14 de junho de 2018                              |
| 10                                 | 10      | "A Sabotage, A Passion"                  | 24 de março de 2017    | 24 de março de 2017  | 15 de junho de 2018                              |
| 11                                 | 11      | "A Vote, A Passion"                      | 27 de março de 2017    | 27 de março de 2017  | 18 de junho de 2018                              |
| 12                                 | 12      | "A Proposal To Europe, A Passion"        | 28 de março de 2017    | 28 de março de 2017  | 19 de junho de 2018                              |
| 13                                 | 13      | "Episódio 13"                            | 29 de março de 2017    | 29 de março de 2017  | 20 de junho de 2018                              |
| 14                                 | 14      | "Episódio 14"                            | 30 de março de 2017    | 30 de março de 2017  | 21 de junho de 2018                              |
| 15                                 | 15      | "Episódio 15"                            | 31 de março de 2017    | 31 de março de 2017  | 22 de junho de 2018                              |
| 16                                 | 16      | "Episódio 16"                            | 3 de abril de 2017     | 3 de abril de 2017   | 25 de junho de 2018                              |
| 17                                 | 17      | "Episódio 17"                            | 4 de abril de 2017     | 4 de abril de 2017   | 26 de junho de 2018                              |
| 18                                 | 18      | "Episódio 18"                            | 5 de abril de 2017     | 5 de abril de 2017   | 27 de junho de 2018                              |
| 19                                 | 19      | "Episódio 19"                            | 6 de abril de 2017     | 6 de abril de 2017   | 28 de junho de 2018                              |
| 20                                 | 20      | "Episódio 20"                            | 7 de abril de 2017     | 7 de abril de 2017   | 29 de junho de 2018                              |
| 21                                 | 21      | "Episódio 21"                            | 10 de abril de 2017    | 10 de abril de 2017  | 2 de julho de 2018                               |
| 22                                 | 22      | "Episódio 22"                            | 11 de abril de 2017    | 11 de abril de 2017  | 3 de julho de 2018                               |
| 23                                 | 23      | "Episódio 23"                            | 12 de abril de 2017    | 12 de abril de 2017  | 4 de julho de 2018                               |
| 24                                 | 24      | "Episódio 24"                            | 13 de abril de 2017    | 13 de abril de 2017  | 5 de julho de 2018                               |
| 25                                 | 25      | "Episódio 25"                            | 14 de abril de 2017    | 14 de abril de 2017  | 6 de julho de 2018                               |
| 26                                 | 26      | "Episódio 26"                            | 17 de abril de 2017    | 17 de abril de 2017  | 9 de julho de 2018                               |
| 27                                 | 27      | "Episódio 27"                            | 18 de abril de 2017    | 18 de abril de 2017  | 10 de julho de 2018                              |
| 28                                 | 28      | "Episódio 28"                            | 19 de abril de 2017    | 19 de abril de 2017  | 11 de julho de 2018                              |
| 29                                 | 29      | "Episódio 29"                            | 20 de abril de 2017    | 20 de abril de 2017  | 12 de julho de 2018                              |
| 30                                 | 30      | "Episódio 30"                            | 21 de abril de 2017    | 21 de abril de 2017  | 13 de julho de 2018                              |
| 31                                 | 31      | "Episódio 31"                            | 24 de abril de 2017    | 24 de abril de 2017  | 16 de julho de 2018                              |
| 32                                 | 32      | "A Spy, A Passion"                       | 25 de abril de 2017    | 25 de abril de 2017  | 17 de julho de 2018                              |
| 33                                 | 33      | "A Suspicion, A Passion"                 | 26 de abril de 2017    | 26 de abril de 2017  | 18 de julho de 2018                              |
| 34                                 | 34      | "A Fear, A Passion"                      | 27 de abril de 2017    | 27 de abril de 2017  | 19 de julho de 2018                              |
| 35                                 | 35      | "Dora's Party, A Passion (1)"            | 28 de abril de 2017    | 28 de abril de 2017  | 20 de julho de 2018                              |
| 36                                 | 36      | "Dora's Party, A Passion (2)"            | 1 de maio de 2017      | 1 de maio de 2017    | 23 de julho de 2018                              |
| 37                                 | 37      | "Ricky's Decision, A Passion"            | 2 de maio de 2017      | 2 de maio de 2017    | 24 de julho de 2018                              |
| 38                                 | 38      | "Consequences, A Passion"                | 3 de maio de 2017      | 3 de maio de 2017    | 25 de julho de 2018                              |
| 39                                 | 39      | "An X-Ray, A Passion"                    | 4 de maio de 2017      | 4 de maio de 2017    | 26 de julho de 2018                              |
| 40                                 | 40      | "A Conversation"                         | 5 de maio de 2017      | 5 de maio de 2017    | 27 de julho de 2018                              |
| 2ª Parte: As Eliminatórias         |         |                                          |                        |                      |                                                  |
| 41                                 | 41      | "Episódio 41"                            | 3 de julho de 2017     | 3 de julho de 2017   | 24 de setembro de 2018                           |
| 42                                 | 42      | "Episódio 42"                            | 4 de julho de 2017     | 4 de julho de 2017   | 25 de setembro de 2018                           |
| 43                                 | 43      | "Episódio 43"                            | 5 de julho de 2017     | 5 de julho de 2017   | 26 de setembro de 2018                           |
| 44                                 | 44      | "Episódio 44"                            | 6 de julho de 2017     | 6 de julho de 2017   | 27 de setembro de 2018                           |
| 45                                 | 45      | "Episódio 45"                            | 7 de julho de 2017     | 7 de julho de 2017   | 28 de setembro de 2018                           |
| 46                                 | 46      | "Episódio 46"                            | 10 de julho de 2017    | 10 de julho de 2017  | 1 de outubro de 2018                             |
| 47                                 | 47      | "Episódio 47"                            | 11 de julho de 2017    | 11 de julho de 2017  | 2 de outubro de 2018                             |
| 48                                 | 48      | "Episódio 48"                            | 12 de julho de 2017    | 12 de julho de 2017  | 3 de outubro de 2018                             |
| 49                                 | 49      | "Episódio 49"                            | 13 de julho de 2017    | 13 de julho de 2017  | 4 de outubro de 2018                             |
| 50                                 | 50      | "Episódio 50"                            | 14 de julho de 2017    | 14 de julho de 2017  | 5 de outubro de 2018                             |
| 51                                 | 51      | "Episódio 51"                            | 17 de julho de 2017    | 17 de julho de 2017  | 8 de outubro de 2018                             |
| 52                                 | 52      | "Episódio 52"                            | 18 de julho de 2017    | 18 de julho de 2017  | 9 de outubro de 2018                             |
| 53                                 | 53      | "Episódio 53"                            | 19 de julho de 2017    | 19 de julho de 2017  | 10 de outubro de 2018                            |
| 54                                 | 54      | "Episódio 54"                            | 20 de julho de 2017    | 20 de julho de 2017  | 11 de outubro de 2018                            |
| 55                                 | 55      | "Episódio 55"                            | 21 de julho de 2017    | 21 de julho de 2017  | 12 de outubro de 2018                            |
| 56                                 | 56      | "Episódio 56"                            | 24 de julho de 2017    | 24 de julho de 2017  | 15 de outubro de 2018                            |
| 57                                 | 57      | "Episódio 57"                            | 25 de julho de 2017    | 25 de julho de 2017  | 16 de outubro de 2018                            |
| 58                                 | 58      | "Episódio 58"                            | 26 de julho de 2017    | 26 de julho de 2017  | 17 de outubro de 2018                            |
| 59                                 | 59      | "Episódio 59"                            | 27 de julho de 2017    | 27 de julho de 2017  | 18 de outubro de 2018                            |
| 60                                 | 60      | "Episódio 60"                            | 28 de julho de 2017    | 28 de julho de 2017  | 19 de outubro de 2018                            |
| 61                                 | 61      | "Episódio 61"                            | 31 de julho de 2017    | 31 de julho de 2017  | 22 de outubro de 2018                            |
| 62                                 | 62      | "Episódio 62"                            | 1 de agosto de 2017    | 1 de agosto de 2017  | 23 de outubro de 2018                            |
| 63                                 | 63      | "Episódio 63"                            | 2 de agosto de 2017    | 2 de agosto de 2017  | 24 de outubro de 2018                            |
| 64                                 | 64      | "Episódio 64"                            | 3 de agosto de 2017    | 3 de agosto de 2017  | 25 de outubro de 2018                            |
| 65                                 | 65      | "Episódio 65"                            | 4 de agosto de 2017    | 4 de agosto de 2017  | 26 de outubro de 2018                            |
| 66                                 | 66      | "Episódio 66"                            | 7 de agosto de 2017    | 7 de agosto de 2017  | 29 de outubro de 2018                            |
| 67                                 | 67      | "Episódio 67"                            | 8 de agosto de 2017    | 8 de agosto de 2017  | 30 de outubro de 2018                            |
| 68                                 | 68      | "Episódio 68"                            | 9 de agosto de 2017    | 9 de agosto de 2017  | 31 de outubro de 2018                            |
| 69                                 | 69      | "Episódio 69"                            | 10 de agosto de 2017   | 10 de agosto de 2017 | 1 de novembro de 2018                            |
| 70                                 | 70      | "Episódio 70"                            | 11 de agosto de 2017   | 11 de agosto de 2017 | 2 de novembro de 2018                            |
| 71                                 | 71      | "Episódio 71"                            | 14 de agosto de 2017   | 14 de agosto de 2017 | 5 de novembro de 2018                            |
| 72                                 | 72      | "Episódio 72"                            | 15 de agosto de 2017   | 15 de agosto de 2017 | 6 de novembro de 2018                            |
| 73                                 | 73      | "Episódio 73"                            | 16 de agosto de 2017   | 16 de agosto de 2017 | 7 de novembro de 2018                            |
| 74                                 | 74      | "Episódio 74"                            | 17 de agosto de 2017   | 17 de agosto de 2017 | 8 de novembro de 2018                            |
| 75                                 | 75      | "Episódio 75"                            | 18 de agosto de 2017   | 18 de agosto de 2017 | 9 de novembro de 2018                            |
| 76                                 | 76      | "Episódio 76"                            | 21 de agosto de 2017   | 21 de agosto de 2017 | 12 de novembro de 2018                           |
| 77                                 | 77      | "Episódio 77"                            | 22 de agosto de 2017   | 22 de agosto de 2017 | 13 de novembro de 2018                           |
| 78                                 | 78      | "Episódio 78"                            | 23 de agosto de 2017   | 23 de agosto de 2017 | 14 de novembro de 2018                           |
| 79                                 | 79      | "Episódio 79"                            | 24 de agosto de 2017   | 24 de agosto de 2017 | 15 de novembro de 2018                           |
| 80                                 | 80      | "Episódio 80"                            | 25 de agosto de 2017   | 25 de agosto de 2017 | 16 de novembro de 2018                           |

### Temporada 2 (2018)
| Série #                                   | Temp. # | Título         | Estreia Latina         | Estreia Brasil         | Estreia Portugal       |
| 1ª Parte: Novas figuras, novos conflitos! |         |                |                        |                        |                        |
| ----------------------------------------- | ------- | -------------- | ---------------------- | ---------------------- | ---------------------- |
| 81                                        | 1       | "Episódio 81"  | 30 de abril de 2018    | 30 de abril de 2018    | 8 de abril de 2019     |
| 82                                        | 2       | "Episódio 82"  | 1 de maio de 2018      | 1 de maio de 2018      | 9 de abril de 2019     |
| 83                                        | 3       | "Episódio 83"  | 2 de maio de 2018      | 2 de maio de 2018      | 10 de abril de 2019    |
| 84                                        | 4       | "Episódio 84"  | 3 de maio de 2018      | 3 de maio de 2018      | 11 de abril de 2019    |
| 85                                        | 5       | "Episódio 85"  | 4 de maio de 2018      | 4 de maio de 2018      | 12 de abril de 2019    |
| 86                                        | 6       | "Episódio 86"  | 7 de maio de 2018      | 7 de maio de 2018      | 15 de abril de 2019    |
| 87                                        | 7       | "Episódio 87"  | 8 de maio de 2018      | 8 de maio de 2018      | 16 de abril de 2019    |
| 88                                        | 8       | "Episódio 88"  | 9 de maio de 2018      | 9 de maio de 2018      | 17 de abril de 2019    |
| 89                                        | 9       | "Episódio 89"  | 10 de maio de 2018     | 10 de maio de 2018     | 18 de abril de 2019    |
| 90                                        | 10      | "Episódio 90"  | 11 de maio de 2018     | 11 de maio de 2018     | 19 de abril de 2019    |
| 91                                        | 11      | "Episódio 91"  | 14 de maio de 2018     | 14 de maio de 2018     | 22 de abril de 2019    |
| 92                                        | 12      | "Episódio 92"  | 15 de maio de 2018     | 15 de maio de 2018     | 23 de abril de 2019    |
| 93                                        | 13      | "Episódio 93"  | 16 de maio de 2018     | 16 de maio de 2018     | 24 de abril de 2019    |
| 94                                        | 14      | "Episódio 94"  | 17 de maio de 2018     | 17 de maio de 2018     | 25 de abril de 2019    |
| 95                                        | 15      | "Episódio 95"  | 18 de maio de 2018     | 18 de maio de 2018     | 26 de abril de 2019    |
| 96                                        | 16      | "Episódio 96"  | 21 de maio de 2018     | 21 de maio de 2018     | 29 de abril de 2019    |
| 97                                        | 17      | "Episódio 97"  | 22 de maio de 2018     | 22 de maio de 2018     | 30 de abril de 2019    |
| 98                                        | 18      | "Episódio 98"  | 23 de maio de 2018     | 23 de maio de 2018     | 1 de maio de 2019      |
| 99                                        | 19      | "Episódio 99"  | 24 de maio de 2018     | 24 de maio de 2018     | 2 de maio de 2019      |
| 100                                       | 20      | "Episódio 100" | 25 de maio de 2018     | 25 de maio de 2018     | 3 de maio de 2019      |
| 101                                       | 21      | "Episódio 101" | 28 de maio de 2018     | 28 de maio de 2018     | 6 de maio de 2019      |
| 102                                       | 22      | "Episódio 102" | 29 de maio de 2018     | 29 de maio de 2018     | 7 de maio de 2019      |
| 103                                       | 23      | "Episódio 103" | 30 de maio de 2018     | 30 de maio de 2018     | 8 de maio de 2019      |
| 104                                       | 24      | "Episódio 104" | 31 de maio de 2018     | 31 de maio de 2018     | 9 de maio de 2019      |
| 105                                       | 25      | "Episódio 105" | 1 de junho de 2018     | 1 de junho de 2018     | 10 de maio de 2019     |
| 106                                       | 26      | "Episódio 106" | 4 de junho de 2018     | 4 de junho de 2018     | 13 de maio de 2019     |
| 107                                       | 27      | "Episódio 107" | 5 de junho de 2018     | 5 de junho de 2018     | 14 de maio de 2019     |
| 108                                       | 28      | "Episódio 108" | 6 de junho de 2018     | 6 de junho de 2018     | 15 de maio de 2019     |
| 109                                       | 29      | "Episódio 109" | 7 de junho de 2018     | 7 de junho de 2018     | 16 de maio de 2019     |
| 110                                       | 30      | "Episódio 110" | 8 de junho de 2018     | 8 de junho de 2018     | 17 de maio de 2019     |
| 111                                       | 31      | "Episódio 111" | 11 de junho de 2018    | 11 de junho de 2018    | 20 de maio de 2019     |
| 112                                       | 32      | "Episódio 112" | 12 de junho de 2018    | 12 de junho de 2018    | 21 de maio de 2019     |
| 113                                       | 33      | "Episódio 113" | 13 de junho de 2018    | 13 de junho de 2018    | 22 de maio de 2019     |
| 114                                       | 34      | "Episódio 114" | 14 de junho de 2018    | 14 de junho de 2018    | 23 de maio de 2019     |
| 115                                       | 35      | "Episódio 115" | 15 de junho de 2018    | 15 de junho de 2018    | 24 de maio de 2019     |
| 116                                       | 36      | "Episódio 116" | 18 de junho de 2018    | 18 de junho de 2018    | 27 de maio de 2019     |
| 117                                       | 37      | "Episódio 117" | 19 de junho de 2018    | 19 de junho de 2018    | 28 de maio de 2019     |
| 118                                       | 38      | "Episódio 118" | 20 de junho de 2018    | 20 de junho de 2018    | 29 de maio de 2019     |
| 119                                       | 39      | "Episódio 119" | 21 de junho de 2018    | 21 de junho de 2018    | 30 de maio de 2019     |
| 120                                       | 40      | "Episódio 120" | 22 de junho de 2018    | 22 de junho de 2018    | 31 de maio de 2019     |
| 2ª Parte: Novas figuras, novos conflitos! |         |                |                        |                        |                        |
| 121                                       | 41      | "Episódio 121" | 20 de agosto de 2018   | 20 de agosto de 2018   | 12 de agosto de 2019   |
| 122                                       | 42      | "Episódio 122" | 21 de agosto de 2018   | 21 de agosto de 2018   | 13 de agosto de 2019   |
| 123                                       | 43      | "Episódio 123" | 22 de agosto de 2018   | 22 de agosto de 2018   | 14 de agosto de 2019   |
| 124                                       | 44      | "Episódio 124" | 23 de agosto de 2018   | 23 de agosto de 2018   | 15 de agosto de 2019   |
| 125                                       | 45      | "Episódio 125" | 24 de agosto de 2018   | 24 de agosto de 2018   | 19 de agosto de 2019   |
| 126                                       | 46      | "Episódio 126" | 27 de agosto de 2018   | 27 de agosto de 2018   | 20 de agosto de 2019   |
| 127                                       | 47      | "Episódio 127" | 28 de agosto de 2018   | 28 de agosto de 2018   | 21 de agosto de 2019   |
| 128                                       | 48      | "Episódio 128" | 29 de agosto de 2018   | 29 de agosto de 2018   | 22 de agosto de 2019   |
| 129                                       | 49      | "Episódio 129" | 30 de agosto de 2018   | 30 de agosto de 2018   | 26 de agosto de 2019   |
| 130                                       | 50      | "Episódio 130" | 31 de agosto de 2018   | 31 de agosto de 2018   | 27 de agosto de 2019   |
| 131                                       | 51      | "Episódio 131" | 3 de setembro de 2018  | 3 de setembro de 2018  | 28 de agosto de 2019   |
| 132                                       | 52      | "Episódio 132" | 4 de setembro de 2018  | 4 de setembro de 2018  | 29 de agosto de 2019   |
| 133                                       | 53      | "Episódio 133" | 5 de setembro de 2018  | 5 de setembro de 2018  | 2 de setembro de 2019  |
| 134                                       | 54      | "Episódio 134" | 6 de setembro de 2018  | 6 de setembro de 2018  | 3 de setembro de 2019  |
| 135                                       | 55      | "Episódio 135" | 7 de setembro de 2018  | 7 de setembro de 2018  | 4 de setembro de 2019  |
| 136                                       | 56      | "Episódio 136" | 10 de setembro de 2018 | 10 de setembro de 2018 | 5 de setembro de 2019  |
| 137                                       | 57      | "Episódio 137" | 11 de setembro de 2018 | 11 de setembro de 2018 | 9 de setembro de 2019  |
| 138                                       | 58      | "Episódio 138" | 12 de setembro de 2018 | 12 de setembro de 2018 | 10 de setembro de 2019 |
| 139                                       | 59      | "Episódio 139" | 13 de setembro de 2018 | 13 de setembro de 2018 | 11 de setembro de 2019 |
| 140                                       | 60      | "Episódio 140" | 14 de setembro de 2018 | 14 de setembro de 2018 | 12 de setembro de 2019 |
| 141                                       | 61      | "Episódio 141" | 17 de setembro de 2018 | 17 de setembro de 2018 | 16 de setembro de 2019 |
| 142                                       | 62      | "Episódio 142" | 18 de setembro de 2018 | 18 de setembro de 2018 | 17 de setembro de 2019 |
| 143                                       | 63      | "Episódio 143" | 19 de setembro de 2018 | 19 de setembro de 2018 | 18 de setembro de 2019 |
| 144                                       | 64      | "Episódio 144" | 20 de setembro de 2018 | 20 de setembro de 2018 | 19 de setembro de 2019 |
| 145                                       | 65      | "Episódio 145" | 21 de setembro de 2018 | 21 de setembro de 2018 | 23 de setembro de 2019 |
| 146                                       | 66      | "Episódio 146" | 24 de setembro de 2018 | 24 de setembro de 2018 | 24 de setembro de 2019 |
| 147                                       | 67      | "Episódio 147" | 25 de setembro de 2018 | 25 de setembro de 2018 | 25 de setembro de 2019 |
| 148                                       | 68      | "Episódio 148" | 26 de setembro de 2018 | 26 de setembro de 2018 | 26 de setembro de 2019 |
| 149                                       | 69      | "Episódio 149" | 27 de setembro de 2018 | 27 de setembro de 2018 | 30 de setembro de 2019 |
| 150                                       | 70      | "Episódio 150" | 28 de setembro de 2018 | 28 de setembro de 2018 | 1 de outubro de 2019   |
| 151                                       | 71      | "Episódio 151" | 1 de outubro de 2018   | 1 de outubro de 2018   | 2 de outubro de 2019   |
| 152                                       | 72      | "Episódio 152" | 2 de outubro de 2018   | 2 de outubro de 2018   | 3 de outubro de 2019   |
| 153                                       | 73      | "Episódio 153" | 3 de outubro de 2018   | 3 de outubro de 2018   | 7 de outubro de 2019   |
| 154                                       | 74      | "Episódio 154" | 4 de outubro de 2018   | 4 de outubro de 2018   | 8 de outubro de 2019   |
| 155                                       | 75      | "Episódio 155" | 5 de outubro de 2018   | 5 de outubro de 2018   | 9 de outubro de 2019   |
| 156                                       | 76      | "Episódio 156" | 8 de outubro de 2018   | 8 de outubro de 2018   | 10 de outubro de 2019  |
| 157                                       | 77      | "Episódio 157" | 9 de outubro de 2018   | 9 de outubro de 2018   | 14 de outubro de 2019  |
| 158                                       | 78      | "Episódio 158" | 10 de outubro de 2018  | 10 de outubro de 2018  | 15 de outubro de 2019  |
| 159                                       | 79      | "Episódio 159" | 11 de outubro de 2018  | 11 de outubro de 2018  | 16 de outubro de 2019  |
| 160                                       | 80      | "Episódio 160" | 12 de outubro de 2018  | 12 de outubro de 2018  | 17 de outubro de 2019  |

### Temporada 3 (2019)
| Série #  | Temp. # | Título         | Estreia Latina         | Estreia Brasil         | Estreia Portugal        |
| 1ª Parte |         |                |                        |                        |                         |
| -------- | ------- | -------------- | ---------------------- | ---------------------- | ----------------------- |
| 161      | 1       | "Episódio 161" | 15 de julho de 2019    | 15 de julho de 2019    | 20 de janeiro de 2020   |
| 162      | 2       | "Episódio 162" | 16 de julho de 2019    | 16 de julho de 2019    | 21 de janeiro de 2020   |
| 163      | 3       | "Episódio 163" | 17 de julho de 2019    | 17 de julho de 2019    | 22 de janeiro de 2020   |
| 164      | 4       | "Episódio 164" | 18 de julho de 2019    | 18 de julho de 2019    | 23 de janeiro de 2020   |
| 165      | 5       | "Episódio 165" | 19 de julho de 2019    | 19 de julho de 2019    | 27 de janeiro de 2020   |
| 166      | 6       | "Episódio 166" | 22 de julho de 2019    | 22 de julho de 2019    | 28 de janeiro de 2020   |
| 167      | 7       | "Episódio 167" | 23 de julho de 2019    | 23 de julho de 2019    | 29 de janeiro de 2020   |
| 168      | 8       | "Episódio 168" | 23 de julho de 2019    | 23 de julho de 2019    | 30 de janeiro de 2020   |
| 169      | 9       | "Episódio 169" | 24 de julho de 2019    | 24 de julho de 2019    | 3 de fevereiro de 2020  |
| 170      | 10      | "Episódio 170" | 25 de julho de 2019    | 25 de julho de 2019    | 4 de fevereiro de 2020  |
| 171      | 11      | "Episódio 171" | 29 de julho de 2019    | 29 de julho de 2019    | 5 de fevereiro de 2020  |
| 172      | 12      | "Episódio 172" | 30 de julho de 2019    | 30 de julho de 2019    | 6 de fevereiro de 2020  |
| 173      | 13      | "Episódio 173" | 31 de julho de 2019    | 31 de julho de 2019    | 10 de fevereiro de 2020 |
| 174      | 14      | "Episódio 174" | 1 de agosto de 2019    | 1 de agosto de 2019    | 11 de fevereiro de 2020 |
| 175      | 15      | "Episódio 175" | 2 de agosto de 2019    | 2 de agosto de 2019    | 12 de fevereiro de 2020 |
| 176      | 16      | "Episódio 176" | 5 de agosto de 2019    | 5 de agosto de 2019    | 13 de fevereiro de 2020 |
| 177      | 17      | "Episódio 177" | 6 de agosto de 2019    | 6 de agosto de 2019    | 17 de fevereiro de 2020 |
| 178      | 18      | "Episódio 178" | 7 de agosto de 2019    | 7 de agosto de 2019    | 18 de fevereiro de 2020 |
| 179      | 19      | "Episódio 179" | 8 de agosto de 2019    | 8 de agosto de 2019    | 19 de fevereiro de 2020 |
| 180      | 20      | "Episódio 180" | 9 de agosto de 2019    | 9 de agosto de 2019    | 20 de fevereiro de 2020 |
| 2ª Parte |         |                |                        |                        |                         |
| 181      | 21      | "Episódio 181" | 9 de setembro de 2019  | 9 de setembro de 2019  | 24 de fevereiro de 2020 |
| 182      | 22      | "Episódio 182" | 10 de setembro de 2019 | 10 de setembro de 2019 | 25 de fevereiro de 2020 |
| 183      | 23      | "Episódio 183" | 11 de setembro de 2019 | 11 de setembro de 2019 | 26 de fevereiro de 2020 |
| 184      | 24      | "Episódio 184" | 12 de setembro de 2019 | 12 de setembro de 2019 | 27 de fevereiro de 2020 |
| 185      | 25      | "Episódio 185" | 13 de setembro de 2019 | 13 de setembro de 2019 | 2 de março de 2020      |
| 186      | 26      | "Episódio 186" | 16 de setembro de 2019 | 16 de setembro de 2019 | 3 de março de 2020      |
| 187      | 27      | "Episódio 187" | 17 de setembro de 2019 | 17 de setembro de 2019 | 4 de março de 2020      |
| 188      | 28      | "Episódio 188" | 18 de setembro de 2019 | 18 de setembro de 2019 | 5 de março de 2020      |
| 189      | 29      | "Episódio 189" | 19 de setembro de 2019 | 19 de setembro de 2019 | 9 de março de 2020      |
| 190      | 30      | "Episódio 190" | 20 de setembro de 2019 | 20 de setembro de 2019 | 10 de março de 2020     |
| 191      | 31      | "Episódio 191" | 23 de setembro de 2019 | 23 de setembro de 2019 | 11 de março de 2020     |
| 192      | 32      | "Episódio 192" | 24 de setembro de 2019 | 24 de setembro de 2019 | 12 de março de 2020     |
| 193      | 33      | "Episódio 193" | 25 de setembro de 2019 | 25 de setembro de 2019 | 16 de março de 2020     |
| 194      | 34      | "Episódio 194" | 26 de setembro de 2019 | 26 de setembro de 2019 | 17 de março de 2020     |
| 195      | 35      | "Episódio 195" | 27 de setembro de 2019 | 27 de setembro de 2019 | 18 de março de 2020     |
| 196      | 36      | "Episódio 196" | 30 de setembro de 2019 | 30 de setembro de 2019 | 19 de março de 2020     |
| 197      | 37      | "Episódio 197" | 1 de outubro de 2019   | 1 de outubro de 2019   | 23 de março de 2020     |
| 198      | 38      | "Episódio 198" | 2 de outubro de 2019   | 2 de outubro de 2019   | 24 de março de 2020     |
| 199      | 39      | "Episódio 199" | 3 de outubro de 2019   | 3 de outubro de 2019   | 25 de março de 2020     |
| 200      | 40      | "Episódio 200" | 4 de outubro de 2019   | 4 de outubro de 2019   | 26 de março de 2020     |
| 3ª Parte |         |                |                        |                        |                         |
| 201      | 41      | "Episódio 201" | 4 de novembro de 2019  | 4 de novembro de 2019  | 30 de março de 2020     |
| 202      | 42      | "Episódio 202" | 5 de novembro de 2019  | 5 de novembro de 2019  | 31 de março de 2020     |
| 203      | 43      | "Episódio 203" | 6 de novembro de 2019  | 6 de novembro de 2019  | 1 de abril de 2020      |
| 204      | 44      | "Episódio 204" | 7 de novembro de 2019  | 7 de novembro de 2019  | 2 de abril de 2020      |
| 205      | 45      | "Episódio 205" | 8 de novembro de 2019  | 8 de novembro de 2019  | 6 de abril de 2020      |
| 206      | 46      | "Episódio 206" | 11 de novembro de 2019 | 11 de novembro de 2019 | 7 de abril de 2020      |
| 207      | 47      | "Episódio 207" | 12 de novembro de 2019 | 12 de novembro de 2019 | 8 de abril de 2020      |
| 208      | 48      | "Episódio 208" | 13 de novembro de 2019 | 13 de novembro de 2019 | 21 de dezembro de 2020  |
| 209      | 49      | "Episódio 209" | 14 de novembro de 2019 | 14 de novembro de 2019 | 22 de dezembro de 2020  |
| 210      | 50      | "Episódio 210" | 15 de novembro de 2019 | 15 de novembro de 2019 | 23 de dezembro de 2020  |
| 211      | 51      | "Episódio 211" | 18 de novembro de 2019 | 18 de novembro de 2019 | 24 de dezembro de 2020  |
| 212      | 52      | "Episódio 212" | 19 de novembro de 2019 | 19 de novembro de 2019 | 25 de dezembro de 2020  |
| 213      | 53      | "Episódio 213" | 20 de novembro de 2019 | 20 de novembro de 2019 | 28 de dezembro de 2020  |
| 214      | 54      | "Episódio 214" | 21 de novembro de 2019 | 21 de novembro de 2019 | 29 de dezembro de 2020  |
| 215      | 55      | "Episódio 215" | 22 de novembro de 2019 | 22 de novembro de 2019 | 30 de dezembro de 2020  |
| 216      | 56      | "Episódio 216" | 25 de novembro de 2019 | 25 de novembro de 2019 | 31 de dezembro de 2020  |
| 217      | 57      | "Episódio 217" | 26 de novembro de 2019 | 26 de novembro de 2019 | 1 de janeiro de 2021    |
| 218      | 58      | "Episódio 218" | 27 de novembro de 2019 | 27 de novembro de 2019 | 4 de janeiro de 2021    |
| 219      | 59      | "Episódio 219" | 28 de novembro de 2019 | 28 de novembro de 2019 | 5 de janeiro de 2021    |
| 220      | 60      | "Episódio 220" | 29 de novembro de 2019 | 29 de novembro de 2019 | 6 de janeiro de 2021    |